# Eemnessersluis
De Eemnessersluis is een schutsluis tussen de Eemnesservaart en de Buitenvaart in de Nederlandse provincie Utrecht.

## Beschrijving
Al in 1589 lag er op deze plaats een houten sluis, die omstreeks 1650 werd vervangen door een stenen sluis. Deze sluizen vervulden een afwateringsfunctie voor het achterliggende Eemnesserpolder. De huidige schutsluis is omstreeks 1880 gebouwd. Door de aanleg van de schutsluis werd scheepvaartverkeer mogelijk tussen Eemnes en de Eem. De kaden van de sluis liggen in de zomerdijk van de Eem. De schutsluis werd in 1993 gerenoveerd, waarbij de sluisdeuren werden vervangen door nieuwe deuren. De sluis is nog steeds - incidenteel - in gebruik als schutsluis
Het gebouw is erkend als rijksmonument vanwege de cultuurhistorische waarde. Het is een voorbeeld van een laatnegentiende-eeuwse schutsluis op de plaats waar eerder ook sluizen hebben gelegen. Ook de ruimtelijke relatie met het naastgelegen gemaal Eemnes - eveneens een rijksmonument - en de Eemnesservaart waren belangrijke elementen bij de toewijzing tot rijksmonument.

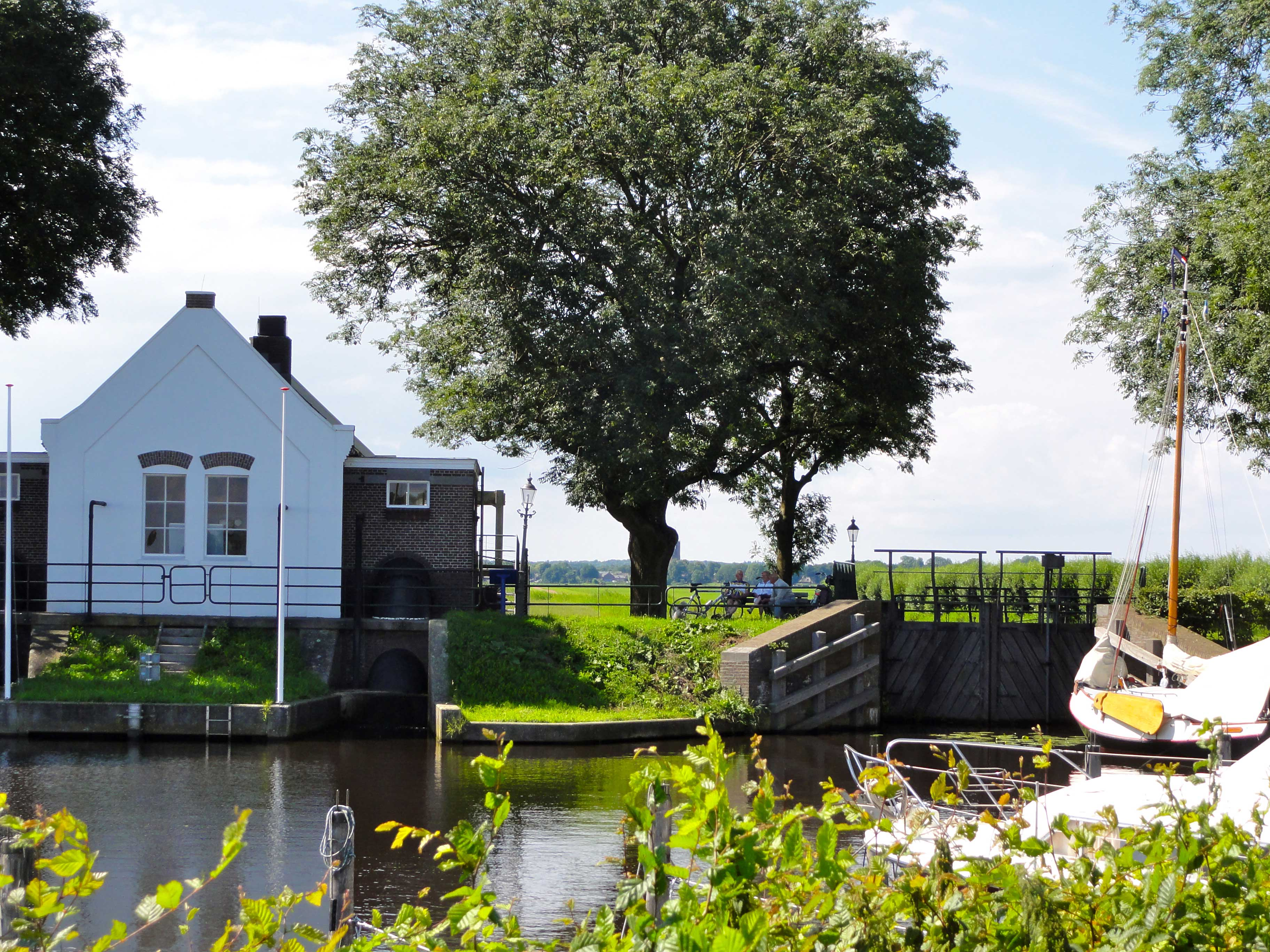
De sluis (rechts) met het gemaal (links)
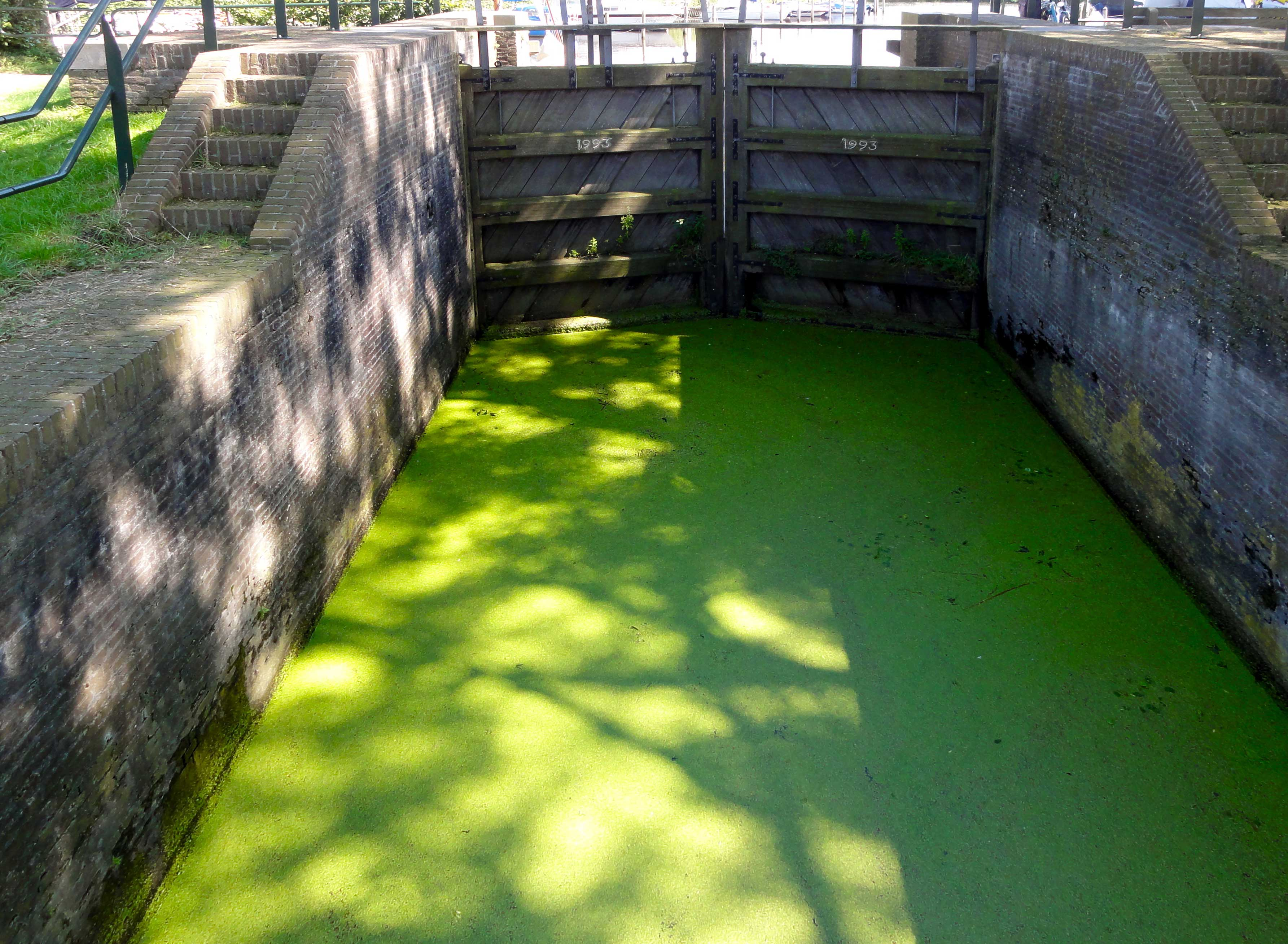
Eemnessersluis met de in 1993 vervangen sluisdeuren